# Parismina (fleuve du Costa Rica)
La rivière Parismina est un cours d’eau du Costa Rica. Elle se jette dans la mer des Caraïbes.
Située dans la province de Limón, elle est navigable sur environ 21 km depuis sa confluence avec la rivière Reventazón jusqu'à son embouchure à la Boca del Parismina.
Elle prend sa source dans le district de Mercedes, canton de Guácimo, dans la province de Limón. La source se trouve au nord-est du volcan Turrialba (dans la province de Cartago) et fait partie de la Réserve forestière de la Cordillère volcanique centrale (Reserva Forestal Cordillera Volcánica Central).
Son delta est un site de nidification pour trois des sept espèces de tortues marines :
- la tortue verte,
- la tortue luth,
- la tortue imbriquée.

Une étude a été menée pour évaluer les effets perturbateurs du projet hydroélectrique du Reventazón sur le cours fluvial, et les mesures compensatoires à envisager.

## Affluents
- Rive nord : rivière Jiménez
- Rive sud : rivière Reventazón

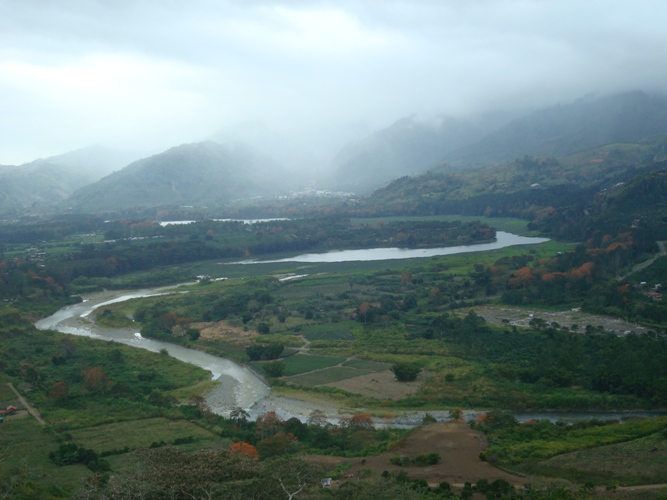
Rivière Reventazón